# Campionat de la CFU
El Campionat de la CFU, també anomenat Copa de les Nacions de la CFU, fou la principal competició de seleccions entre els membres de la Caribbean Football Union. Es disputà entre 1978 i 1988. Fou la competició predecessora del Copa del Carib de futbol.
Resum del campionats de la CONCACAF:
| Amèrica del Nord                                     | Amèrica Central i Carib                    | Amèrica Central i Carib                                              |
| ---------------------------------------------------- | ------------------------------------------ | -------------------------------------------------------------------- |
| Campionat de la NAFC (1947-1949)                     | Campionat de la CCCF (1941-1961)           | Campionat de la CCCF (1941-1961)                                     |
| Campionat de la CONCACAF (1963-1971)                 |                                            |                                                                      |
| Fase de Classificació de la Copa del Món (1973-1989) |                                            |                                                                      |
| Copa d'Or de la CONCACAF (1991-avui)                 |                                            |                                                                      |
| Amèrica del Nord                                     | Amèrica Central                            | Carib                                                                |
| Campionat de la NAFU (1990-1991)                     | Copa Centreamericana de futbol (1991-2017) | Campionat de la CFU (1978-1988) Copa del Carib de futbol (1989-2017) |
| Lliga de Nacions de la CONCACAF (2019-avui)          |                                            |                                                                      |
| Tota Amèrica                                         |                                            |                                                                      |
| Campionat Panamericà de futbol (1952-1960)           |                                            |                                                                      |

## Historial
Font:
| Any  | Seu               | Campió              | Finalista                      | Tercer           | Quart             |
| ---- | ----------------- | ------------------- | ------------------------------ | ---------------- | ----------------- |
| 1978 | Trinitat i Tobago | · Surinam           | Trinitat i Tobago              | Haití            | Antigua i Barbuda |
| 1979 | Surinam           | · Haití             | Saint Vincent i les Grenadines | Surinam          | Trinitat i Tobago |
| 1981 | Puerto Rico       | · Trinitat i Tobago | Saint Vincent i les Grenadines | Guadalupe        | Puerto Rico       |
| 1983 | Guaiana Francesa  | · Martinica         | Trinitat i Tobago              | Guaiana Francesa | Antigua i Barbuda |
| 1985 | Barbados          | · Martinica         | Barbados                       | Guadalupe        | Surinam           |
| 1988 | Martinica         | · Trinitat i Tobago | Antigua i Barbuda              | Martinica        | Guadalupe         |

## Palmarès
| Victòries | Selecció          | Anys       |
| --------- | ----------------- | ---------- |
| 2 cops    | Martinica         | 1983, 1985 |
| 2 cops    | Trinitat i Tobago | 1981, 1988 |
| 1 cop     | Surinam           | 1978       |
| 1 cop     | Haití             | 1979       |